# خویش‌فرمانی
خویش‌فرمانی (یا حاکمیت فرد، حاکمیت فردی یا خودمختاری فردی) مفهوم مالکیت فرد بر خود است، که به صورت حق اخلاقی و طبیعی یک فرد برای داشتن یکپارچگی بدنی، و کنترل‌کنندهٔ انحصاری بدن و زندگی خویش بودن ابراز می‌شود. به گفته جی. کوهن، مفهوم خویش‌فرمانی این است که «هر شخص، در خصوص خود و قدرت‌های خود، از حقوق کامل و انحصاری استفاده و کنترل برخوردار باشد، و نتیجتاً خدمت یا محصولی را به کسی مدیون نباشد جز چیزی که با وی برای تأمین آن قرارداد امضا کرده باشد.»
فیلسوفانی چون رئیس-ماگ و دیل دیویدسن آنهایی را که ذهنیت خویش‌فرمانی دارند افرادی حاکم توصیف کرده‌اند که اقتدار و حاکمیت تمام بر انتخاب‌های خود بدون دخالت قدرت‌های حاکم دارند، به شرطی که حقوق دیگران را نقض نکرده باشند. این باوری مرکزی در لیبرالیسم کلاسیک و فلاسفه سیاسی فردگرایانه مانند مخالفت با بردگی، خودگرایی اخلاقی، لیبرترینیسم مبتنی بر حقوق، آبجکتویسیم و آنارشیسم فردگرا است.
به نظر فیلسوف سیاسی آنارشیست، لیبرالیسم و آنارشیسم دو فلسفه سیاسی اند که اساساً درگیر آزادی فردی هستند ولی با این وجود از یکدیگر به راه‌های بسیار متمایزی متفاوتند. آنارشیسم با لیبرالیسم در داشتن تعهدی رادیکال به آزادی فردی شریک است؛ در حالی که روابط مالکانۀ رقابتی لیبرالیسم را رد می‌کند.